# Microgestion
Pour l'élément de jeu vidéo, voir Micromanagement (jeu vidéo).
 (novembre 2011).
La microgestion (micromanagement, en anglais) est un style de management abusif où le manager observe ou contrôle trop étroitement le travail de ses subordonnés ou employés. Ce type de management se caractérise par un contrôle excessif, ou donnant trop d'attention aux détails.

## Enjeux
Au lieu de donner des instructions générales sur les plus petites tâches tout en supervisant les plus grandes préoccupations, le micromanager suit et évalue chaque étape, et évite la délégation des décisions. Le micromanagement est souvent facilement reconnaissable par les salariés, mais les micromanagers se voient rarement en tant que tels. Les micromanagers réfutent également ces allégations en considérant leur style de management comme "structuré ou organisé" ; cela fait partie du processus de négation[réf. nécessaire].
La notion de micromanagement peut être étendue à tout contexte social où une personne prend un niveau inapproprié de contrôle et d'influence sur les membres d'un groupe. Un micromanagement continu peut conduire à un phénomène de désengagement car une conséquence du micromanagement est de donner le sentiment à un employé d'un manque de confiance envers son travail ou son jugement. Un employé se désengage plus ou moins rapidement dans le temps, et son apathie touche non seulement sa propre productivité, mais peut s'étendre à celle de ses collègues[réf. nécessaire].
Les cas extrêmes présentent une pathologie de management dangereuse[réf. nécessaire]. Cette dernière est caractérisée par un style de management obsessionnel et est étroitement liée au travail des tyrans, des narcissiques et d’autres pathologies de management. Les micromanagers comme de nombreuses personnes « dépendantes » sont les dernières à reconnaître que leur dépendance est dans le contrôle des autres. [réf. nécessaire]
Le micromanagement peut résulter de causes internes, comme le souci du détail, l'incompétence ou l'insécurité. Alors que les principaux facteurs sont internes et sont liées à la personnalité du manager, il peut également être attribué en partie à des pressions extérieures telles que la culture organisationnelle, une forte pression sur les délais, une pression grandissante sur la performance, l'instabilité du poste de manager, la lourdeur de l'environnement réglementaire, etc. Les formes graves de micromanagement peuvent être liées à des troubles obsessionnels-compulsifs (TOC). Dans d'autres cas de micromanagement excessif, le manager peut penser qu’en mettant en œuvre des processus et des procédures pour exécuter les ordres et les instructions, cela permet au manager de se sentir et d’être capable de démontrer son utilité et un rôle louable dans l'ensemble de l'activité de l’entreprise. Ce type de manager doit en réalité manquer des compétences et des capacités créatives nécessaires à son poste, et il «crée» donc l'environnement lui permettant de démontrer sa valeur.[réf. nécessaire]
Le micromanagement peut aussi être vu comme une tactique utilisée par les managers pour éliminer les employés non désirés, soit en créant des normes auxquelles les employés ne peuvent pas répondre – ce qui conduit à la démission, soit en créant un milieu de travail stressant amenant les salariés à partir. Indépendamment de la motivation, l'effet peut créer des ressentiments, altérer la confiance et, habituellement, empêche un travail d'équipe efficace.

## Caractéristiques
Le micromanagement peut se reconnaître par une tendance du manager à effectuer les tâches assignées à ses subordonnés. Les formes bénignes se produisent lorsque le manager peut effectuer le travail d’un salarié avec plus d'efficacité. Dans les formes sévères, le manager n'a pas les compétences requises d'efficacité, mais tente toujours de dicter à ses subordonnés non seulement ce qu’il faut faire, mais comment faire une tâche particulière ; il délègue la responsabilité, mais pas l'autorité. Il est également lié à des demandes pour des rapports inutiles et trop détaillés ("reportomania"). Des exemples typiques incluent, mais ne sont pas limités à, le contrôle de la performance. Un micromanager a tendance à exiger une surveillance constante et détaillée et tend à être trop centré sur la procédure plutôt que sur la performance globale, la qualité et les résultats. Fréquemment, un micromanager demande beaucoup plus d’information détaillée et anodine à ses employés, qu’il ne peut effectivement traiter. En même temps, les décisions peuvent être retardées, les buts et les objectifs d’ensemble ne sont souvent pas clairs, le flux d'information entre les employés peut être restreint, et la direction d'un projet peut être changée plusieurs fois dans des directions opposées ; les résultats d'un projet peuvent être moins importants que le maintien d'un sentiment de contrôle.
Les micromanagers sont généralement irrités quand un subordonné prend des décisions sans les consulter, même si les décisions sont totalement au niveau d’autorité du subordonné.
Les formes graves de micromanagement éliminent généralement la confiance et peuvent provoquer des comportements antisociaux. Ils recourent souvent à la peur auprès des employés afin d’atteindre plus de contrôle et peuvent gravement affecter l'estime de soi des employés ainsi que leur santé mentale et physique. Parce que les relations manager-employé incluent en général une différence de pouvoir et d'âge, les structures psychologiques dans les relations de micromanagement peuvent reproduire les mêmes conséquences que les relations parents-enfants, tels que le double aveugle [pas clair], ou d'avoir des parents critiques qui empêchent le développement adéquat de l'estime de soi. En micromanagement, il est extrêmement difficile pour les salariés de développer leurs compétences et de grandir et d'apprendre.
- Les réunions ne laissent que peu de place au dialogue. Le manager se montre rapidement directif sans donner l'occasion à ses collègues de partager leurs réflexions[4].
- Les émotions ne sont pas prises en compte et il n'y a pas d'empathie[4].
- Les instructions détaillées et pas à pas apparaissent comme la seule solution pour résoudre un problème[4].

## Dans la culture
Le micromanagement a été défini par Michael Scott dans The Office (comédie satirique) comme le « management sur un plan plus personnel », aussi connu sous le nom de « micromanagement ».